# Estación de Figueira da Foz
La Estación Ferroviaria de Figueira da Foz, igualmente conocida como Estación de Figueira da Foz, es una plataforma ferroviaria de la línea del Oeste, que sirve a la ciudad de Figueira da Foz, en el distrito de Coímbra, en Portugal.

## Descripción

### Localización y accesos
Se encuentra junto a la avenida de la Estación, en la localidad de Figueira da Foz.

### Vías y plataformas
Contaba, en enero de 2011, con seis vías de circulación, con longitudes entre los 246 y los 295 metros; las plataformas tenían 292 a 230 metros de extensión, y 30 a 60 centímetros de altura.

## Historia

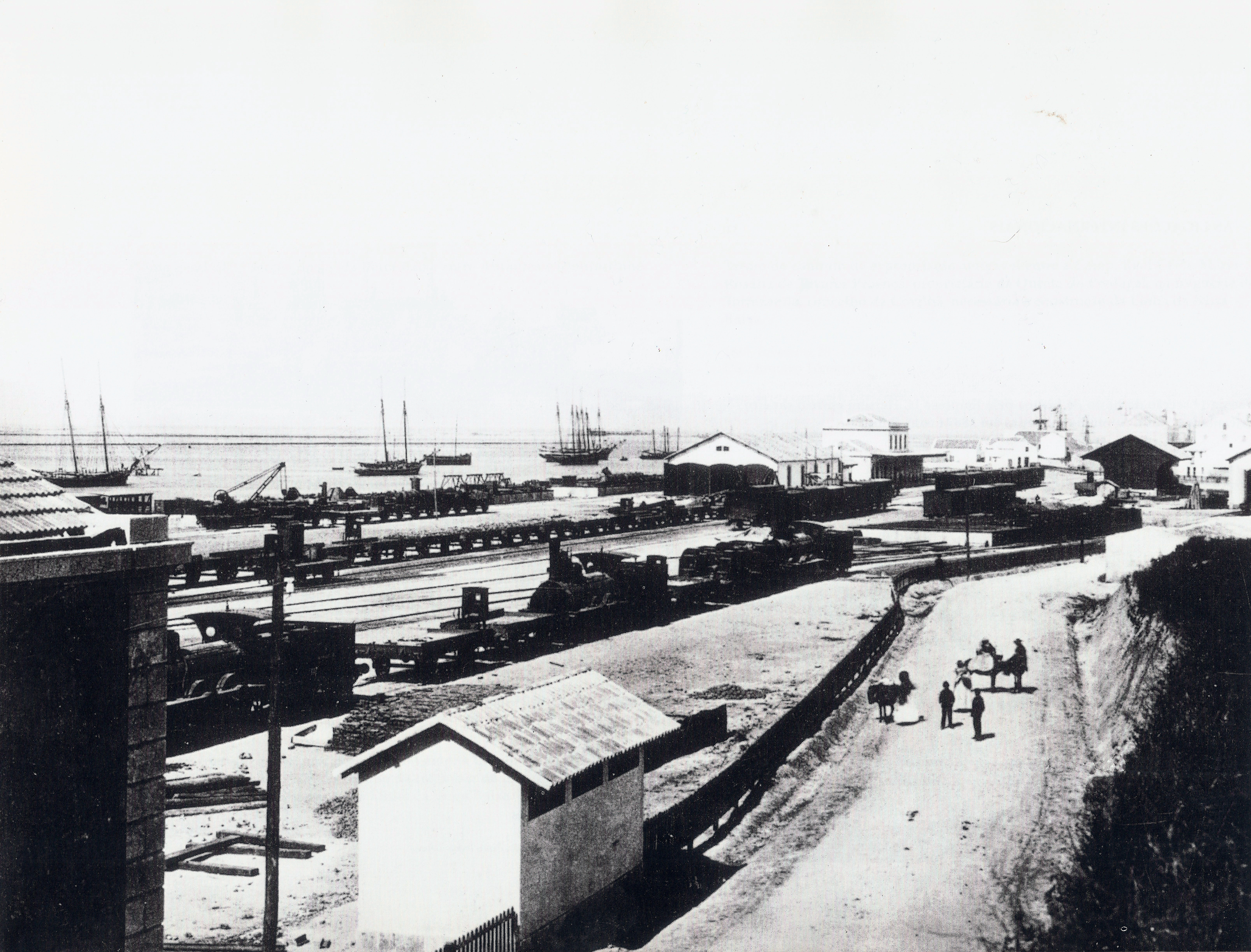
Fotografía antigua de la Estación de Figueira da Foz.

### Apertura al servicio
Esta plataforma fue inaugurada, como parte de la línea de Beira Alta, el 3 de agosto de 1882, por la Compañía de los Caminhos de Ferro Portugueses de Beira Alta; la conexión hasta Leiría, por la línea del Oeste, abrió a la explotación el 17 de julio de 1888.

### sigloXX
En 1932, la Compañía de Beira Alta construyó retretes para ser utilizados por el personal del depósito de máquinas, realizó obras de reparación del tejado de las Oficinas Generales, y reconstruyó cerca de 160 metros de vía dentro de aquellas instalaciones. Al año siguiente, fueron hechos cerca de 736 metros cuadrados de calzada en el camino de acceso a los muelles, sustituyó el suelo del dormitorio de los maquinistas, forrando con madera el dormitorio del jefe de maquinistas, instaló una puerta de hierro corrediza para restringir el acceso al muelle del pescado; en las Oficinas Generales, se continuaron los trabajos de reparación del tejado, donde fueron construidas cuatro claraboyas de hierro, fue instalada una caldera de hierro cromado en toda la longitud del edificio, y fueron colocados 729 vidrios y 794 placas de hierro cromado.

### Grupo Oficinal de Figueira da Foz
La Empresa de Mantenimiento de Equipamiento Ferroviario tenía, en septiembre de 2011, un complejo oficinal junto a la estación de Figueira da Foz; con el objetivo de mantener, modificar y reparar material circulante, estas instalaciones llegaron a emplear, a mediados de la década de 1980, cerca de 340 trabajadores. Fueron responsables de la transformación de una unidad de la CP Serie 0300 en la Automotor VIP, que entró en servicio en 1992.
En septiembre de 2011, las administraciones de la operadora Comboios de Portugal y de la Empresa de Mantenimiento de Equipamiento Ferroviario se reafirmaron en la decisión de cerrar estas oficinas, siendo algunos trabajadores reubicados a las instalaciones de la Estación de Entroncamento; en aquellas fechas, las oficinas de Figueira da Foz empleaban 34 personas.

### Movimiento de mercancías
En 1903, la estación de Figueira da Foz expedía sal para Coímbra y otras localidades próximas.